# Leštiny
Leštiny – wieś (obec) na Słowacji w powiecie Dolný Kubin, w kraju żylińskim. 

## Położenie
Miejscowość położona jest w tzw. Rowie Podchoczańskim na Dolnej Orawie, w odległości 7 km od Dolnego Kubina, przy drodze Vyšný Kubín – Malatiná. Zabudowania i pola miejscowości zajmują dolinę potoku o nazwie Leštinský potok i północne podnóża potężnego masywu Wielkiego Chocza. Na północny zachód nad miejscowością wznoszą się wapienne skały o nazwie Tupá skala i Ostrá skala.

## Historia
Teren wsi zamieszkiwany był już w czasach prehistorycznych. Podczas budowy stacji benzynowej odkryto tu ślady osadnictwa z okresu kultury łużyckiej oraz m.in. brązową iglicę z pogranicza środkowej i młodszej epoki brązu. Pierwsza pisemna wzmianka o miejscowości pochodzi z 1325 roku. Wieś wspominana była w 1361 r. jako należąca do feudalnego państwa z siedzibą na Zamku Orawskim. Później, w 1548 r., weszła w posiadanie szlacheckiej rodziny Zmeškalów.

## Zabytki
W miejscowości znajduje się drewniany kościół artykularny z 1689 r., zapisany wraz z innymi drewnianymi świątyniami w słowackich Karpatach na listę światowego dziedzictwa UNESCO w 2008 r.

## Postacie związane z miejscowością
- Mikuláš Zmeškal (1759-1833) – kompozytor, przyjaciel L. van Beethovena;

- Vavrinec Čaplovič (1778–1853) – archiwista i mecenas Orawy;

- Adolf Medzihradský (1835-1919) – pedagog, działacz narodowy i kulturalny;
- Pavol Országh Hviezdoslav (1849–1921) – wybitny poeta słowacki;

- Jozef Gašparík-Leštinský (1861-1931) – publicysta, księgarz i wydawca (w Martinie).